# Championnat de Tunisie de beach soccer
 (décembre 2020).
Le championnat de Tunisie de beach soccer est une compétition de beach soccer tunisienne créée en 2004.

## Histoire
Le premier championnat national de beach soccer se tient du 8 juillet au 15 août 2004 et se conclut sur la victoire de l'Union sportive de Kélibia contre l'El Makarem de Mahdia en finale à Yasmine Hammamet.
L'Union sportive de Kélibia remporte trois titres consécutifs de 2004 à 2006.
Interrompu après 2006, le championnat refait surface en 2012, avec un engouement particulier de la part de la population. 32 équipes prennent part à cette toute nouvelle édition qui se déroule en cinq manches afin de qualifier huit équipes pour la grande finale organisée fin août à Kélibia. Une victoire quatre buts à un, acquise avec la manière face à l'Olympique de Béni Khiar, permet à l'Union sportive de Kélibia de remporter la grande finale,.
Après des années d'absence, le championnat revient en 2018 avec quatre manches organisées à La Goulette, Bizerte, Sousse et Hammamet.

## Palmarès
- 2004 : Union sportive de Kélibia
- 2005 : Union sportive de Kélibia
- 2006 : Union sportive de Kélibia
- 2007-2011 : pas de compétition
- 2012 : Union sportive de Kélibia
- 2013-2018 : ?
- depuis 2018 : ?